# Aidídeos
Aidídeos (Aididae) é uma família de insectos da ordem Lepidoptera.

## Géneros
- Aidos
- Brachycodilla